# 總理遺言案
總理遺言案，是1976年中國大陸的工人李君旭伪造“周恩来总理遗言”引发的社會事件。當年中共中央認定該「遺言」是假文件，是一個政治陰謀，“反革命谣言”。公安部负责查办案件，将伪造遗言的李君旭及其他六人从杭州押送北京关押。此案，共计12人被关押、审查，8人被软禁。同年四人帮倒台后，陆续释放被关押者。除主要涉案人员外，据称全国牵连、投牢、审查者达七千多人。

## 伪造遗言和传播
在1976年1月8日，国务院总理周恩來逝世之後，由华国锋出任中共中央第一副主席兼代总理，四人幫成员仍在位。此时文化大革命已经进行十年，中共中央主席毛澤東病重，中共中央副主席、國務院副總理鄧小平在周恩來告別會上致詞之後，则无法工作。
当年2月，杭州市汽輪機廠一位工人李君旭伪造一份“总理遗言”。該「總理遺言」分兩封信，一封給毛泽东及中共中央；另一封给周恩來的妻子鄧穎超。
主席、中央及政治局同志：

我动一次手术以后，病情虽有短期的稳定，自下半年开始，癌症已广泛扩散，虽然还好，但离开见马克思的日子却实不太远了，我想有必要向主席及中央汇报一下近来一些想法：
患病期间，主席对我亲切关怀，使我十分激动，主席年纪大了，要注意身体，有主席为我们的国家和党掌握，是全国人民的莫大幸福，也是我莫大的欣慰。这些日子以来，主席在遵义会议期间和我谈话的情景总是历历在目……百感交集。不能再为主席分担工作，我十分难过，为了我们国家和人民的前途，主席要多保重。
洪文同志几年来，无论在理论上，还是在解决问题上，提高都很快，对此我极为高兴，我们党后继有人，洪文同志今后要多抓全面性的问题，处理还要果断，为党多做工作。
朱德同志和叶剑英同志年纪已高，要锻炼身体，当好主席的参谋，具体分工可以摆脱些，但你们所处的地位，仍然是举足轻重的。我们是一辈人，要以高昂的战斗姿态，保持革命的晚节。
小平同志一年来，几方面工作都很好，特别是贯彻主席的三项指示，搞得比较坚决，这充分证明主席的决定是正确的，要保持那么一股劲，要多请示主席，多关心同志，多承担责任，提口号要注意，要考虑到长远的影响，今后小平同志的压力将更大，只要路线正确，什么困难都会克服。
春桥同志能力强，国务院的工作，小平、春桥要多商量。
同志们，长期的病假使我有可能回顾自己所走的道路，在这曲折的道路上，我们永远不会忘记那些在我们前头倒下去的先烈，我们是幸存者。
1926年我和恽代英同志分别时，他说："当中国人民都过上幸福的生活时，我们活着的人，一定要到死去的同志墓前告诉他没有白死，死者会听到自己同志的声音的。"第二年他就牺牲了，多少年来，我总是想着用什么向他们汇报呢？……在这弥留之际，回顾先烈的遗言，对照我国人民的生活水平，我为自己未能多做一点工作而感到内疚。
但是展望文化大革命后，我国人民沿着毛主席革命路线前进的宏伟前程，展望在二十世纪内把我国建设成为具有现代化工业、现代化农业、现代化国防和科学技术的社会主义强国的壮丽前景，我充满了必胜的信心。死，对共产党人来说算不了什么，因为我已把生命交给了人民的事业，而人民的事业是永存的。唯遗憾的是我不能和同志们一起前进，加强工作，补回失去的时间，为人民服务了。
同志们一定要将党和人民的利益放在一切之上，在毛主席的领导下，团结起来，争取更大的胜利。
关于我的事，我向中央要求：
1. 我的病情发展概要，告诉全国人民，以免引起不必要的猜测。
2. 追悼会主席不要参加，会力求简单，请洪文同志主持，请小平同志读悼词。
3. 骨灰不必保留，撒掉。
永别了，同志们。

周恩来 1975.12.19
小超同志：

你我都是共产党员，一起战斗五十多年了，我相信你一定受得起，要向蔡大姐学习，要教育好孩子们，当好普通一兵。

战友 周恩来 1975.12.28
該「總理遺言」二月中旬即在杭州迅速传播。很多人都相信是真本，私下抄錄，三月底四月初流傳至全國，国外及香港的广播电台亦播发了此份“总理遗言”。其内容符合周恩来的口吻，有支持邓小平的内容。

## 案件经过

### 调查、抓捕
1976年4月1日，中共中央发出电话通知，通知说“所谓总理遗言完全是反革命谣言，必须辟谣，并追查谣言制造者”。4月4日，公安部根据中央精神，向各省市、自治区公安局发出1976（12）号文件《关于认真追查所谓总理遗言的反革命谣言的通知》。张春桥指示：「儿子背后有老子，司机背后有首长，一定要把隐藏在幕后的策划者揪出来！」时任公安部政治部主任的施义之主要负责追查。全国范围内的追查、搜捕后，公安部门将案发地锁定杭州。杭州当局立即成立查处“总理遗言”案领导小组和专案组。杭州市公安局在4月查出源头在杭州市汽轮机厂。
5月5日，中共中央发出紧急电话通知。伪造者李君旭（蛐蛐儿）在5月5日被抓捕。5月9日，袁中伟（瓜子）在上海姨妈家被捕，关押于杭州小车桥监狱。当时公安部门认为李君旭、袁中伟为主谋，“瓜子的脑袋，蛐蛐儿的笔”。
此外，有十人被捕。分别是李君旭的朋友阿斗（刘建新）、大耳朵（吕建树）、晨光（李晨光，团省委书记的儿子）；毛宁（中学体育老师）；李君旭的父亲（杭州浙江省第一医院院长）；李君旭前女友的父亲王某（省委组织部处长）；阿斗父亲（浙江省某厅局领导、走资派）；阿斗母亲许某（浙江大学教授、处长）；瓜子的父亲袁啸吟及姐姐袁晓燕。
另外，袁中伟的妹妹袁敏和母亲董静芝、阿斗的妹妹小利、弟弟小亮；李君旭母亲，李君旭前女友，晨光的姐姐；毛宁的妻子被软禁家中。涉案人员中，唯一父母都是工人的为吕建树。

### 押送北京、后续审查
5月27日，依照公安部指示，浙江省公安厅将十二名被捕者中的核心案犯七人押送北京关押审查。29日，李君旭、袁中伟、李君旭父亲、袁晓燕、袁啸吟、阿斗、阿斗父亲七人押送致北京，关押于中央路中央政法干校专门设置的临时特殊监狱。另外五人，押往临安天目山留椿屋。此案被定性为“反对伟大领袖毛主席的现行反革命”。或称当时已对案犯判判处死刑。袁敏、董静芝户口已在本人不知情情况迁至富阳农村。有分析指，对12名案犯进行一系列审询后，仅追查至个别省级干部。由于无法追查级别更高的干部，公安部对全国范围内的后续追查进行了冷处理。

### 释放主犯、结论
1976年10月以后，因华国锋等人粉碎四人帮，案件性质转变，涉案人员被分批释放。11月，关押于天目山留椿屋的吕建树等5人第一批释放。1977年1月，关押于北京的袁啸吟、袁晓燕、阿斗、阿斗父亲、李君旭父亲无罪释放。由浙江省公安厅接回杭州。11月3日，公安部宣布有条件释放李君旭、袁中伟。在11月4日和12月7日，公安部分别下达对李君旭的审查结论和复查结论。11月4日，李君旭签字同意审查结论。
李君旭，男，一九五三年生，浙江缙云县人，共青团员，杭州汽轮机厂学徒工。因伪造“总理遗言”，于一九七六年五月五日由杭州市公安局审查。同年五月二十七日，由公安部保护审查。

    经审查，李君旭伪造“总理遗言”，流传全国，政治影响极坏，并有攻击伟大领袖毛主席的言论，问题性质是严重的。鉴于李君旭有反“四人帮”的一面，他的问题又是在“四人帮”搞乱浙江的复杂情况下发生的，保护审查后，能主动交代问题，并有所认识。属于严重政治错误。解除保护审查，回原单位工作，工资照发。

    一九七七年十一月三日
李君旭同志在一九七六年五月五日因制造所谓“总理遗言”受杭州市公安局审查。同年五月二十七日由公安部保护审查。一九七七年十一月三日解除保护审查，回原单位工作。

    经复查，李君旭是积极反对“四人帮”的，制造所谓“总理遗言”，係出于悼念周总理，但其做法是错误的，现按中央精神，决定撤销本部一九七七年十一月三日的审查结论。

    一九七七年十二月七日
袁中伟：男，23岁，浙江上虞人，因有伪造总理遗言的嫌疑，于1976年5月9日拘留审查，后送北京进行保护性审查。经查，袁中伟同志和制造总理遗言无关，但是在“四人帮”搞乱浙江的很复杂的情况下，也说了一些损害伟大领袖毛主席的话，属于严重的政治错误。现解除审查，回原单位工作，工资照发。

中华人民共和国公安部1977年11月4日

袁中伟虽最终在公安部的审查结论上同意签字，但写道：“这个结论我本人不同意，我保留向华主席、党中央直接反映情况的权利。袁中伟。1977.11.4”。李君旭和袁中伟出狱时，两人的身体健康都因牢狱之灾受到了严重损害。

## 备注
1. ↑  杨国选文章[1]“中央路中央政法干校（现在的中央政法大学）”，是否是中国政法大学笔误不详。
2. ↑  杨国选文章[1]“后来，已经是浙江省作协副主席的袁敏才知道，这名公安人员的话并不是危言耸听，据说当时袁中伟、袁晓燕、袁啸吟以及其他涉此案关押在北京的李君旭、阿斗和他们的父亲共七人，都被定性为反对伟大领袖毛主席的现行反革命，判处死刑。袁敏和他母亲董静芝的户口也在根本不知情的情况下迁移到富阳农村。假如不是粉碎“四人帮”，袁啸吟必将家破人亡。”
3. ↑  孙陇文章[3]“最后，法院以反对伟大领袖毛主席的现行反革命罪判处了李君旭等7人死刑。”未提及裁决法院。

### 引用
1. 1 2 3 4 5 6 7 8 9 10 11 12  杨国选. . 中国农业新闻网，来源：中国网. 2014-02-11  [2019-09-23]. （原始内容存档于2019-03-23）.
2. ↑  李君旭与“总理遗言”
3. 1 2 3 4 5  孙陇. . 和讯网，来源：法制周末. 2014-02-26  [2019-09-23]. （原始内容存档于2019-04-04） （简体中文）.
4. 1 2 3 4  作者：喻盈，责任编辑：程仕才. . 共识网，来源: 《时代周报》2010年第3期. 2012-03-22  [2012-05-24]. （原始内容存档于2016-04-28） （简体中文）.